# Vittorio Messori
Vittorio Messori  (Sassuolo, 16 de abril de 1941) é um escritor e jornalista italiano contemporâneo.

## Biografia
Graduou-se com uma doutorado en em Ciência Política, Vittorio Messori torna-se editor do jornal La Stampa.
Ele explorou em profundidade as fontes espirituais do cristianismo e, especialmente, o catolicismo.
Vittorio Messori é dos autores católicos mais traduzidos no mundo.
Escreveu, entre outros: Hipóteses sobre Jesus (1977), Diálogos sobre a Fé (1987; com o Cardeal Ratzinger), Cruzando o Limiar da Esperança (1994; entrevista a João Paulo II), Opus Dei (1996).

## Livros
- Vittorio Messori, Cardeal Joseph Ratzinger, Diálogos Sobre a Fé, Editorial Verbo, 1985, ISBN: 9789722201773
- Vittorio Messori, Hipóteses sobre Jesus, Edições Salesianas, 1987, ISBN: 1232000134322.
- Vittorio Messori, Papa João Paulo II, Cruzando o limiar da esperança, Livraria Francisco Alves, 1994, ISBN: 9788526503151
- Vittorio Messori, Opus Dei - uma Investigação Jornalística, Editorial Notícias, 1995, ISBN: 9789724607153
- Vittorio Messori, Hipóteses Sobre Maria, Santuário Editora, 2008, ISBN: 9788536901190